# Umgebung Gräfinthal
Das Naturschutzgebiet Umgebung Gräfinthal ist ein Naturschutzgebiet und Natura 2000-Gebiet im Saarpfalz-Kreis im Saarland. Früher wurde das Gebiet als Hangflächen bei Gräfinthal bezeichnet. Westlich des Klosters Gräfinthal liegt die größere Hangfläche. Etwa 200 Meter südöstlich wird das Alt-Naturschutzgebiet (seit 1961) Letschenfeld dazugezählt. Das Gebiet liegt auf der Gemarkung des Bezirks Bliesmengen-Bolchen in Mandelbachtal. Zum Naturschutzgebiet wurde das Gesamt-Areal am 1. Oktober 2004 erklärt und am 26. Mai 2016 ergänzt. 

## Flora & Fauna
Auf den insgesamt 53,3 ha großen Geländen befinden sich Kalk-Trockenrasen, kalkhaltige Schutthalden und Hangmischwald. In der Tierwelt finden sich der Skabiosen-Scheckenfalter, die Bechsteinfledermaus und das Große Mausohr.